# دبليو (مجلة)
دبليو (بالإنجليزية: W) مجلة شهرية أميريكية تهتم بالموضة تصدرها كوندي ناست والتي اشترتها من المالك الأصلي «دار فيرتشايلد» سنة 1999. وقد أسست المجلة في 1972. لدى مجلة دبليو قاعدة قراء تقارب النصف مليون (469,000 مشترك سنوي).
80 بالمئة من القراء هم من الإناث ممن لديهم متوسط دخل الأسرة يبلغ 135,840$.
غالبًا ما تكون مواضيع المجلة مثيرة للجدّل، فقد طرحت مجلة دبليو قصص وأغلفة تلقت آراء متباينة عليها من قبل الجمهور المستهدف. في يوليو 2005، أنتجت دبليو ملحقًا من تصوير ستيفين كلاين من 60 صفحة لأنجلينا جولي وبراد بيت بعنوان «النعيم الأسري». حيث كانت الصور تستند على فكرة بيت في السخرية من العائلة الأميريكية المثالية.